# 汤泉郡
汤泉郡，中国唐朝时设置的郡。
唐玄宗天宝元年（742年），改汤州置汤泉郡。治所在汤泉县（今越南广宁省亭立）。下辖汤泉县、罗韶县（今越南北江省山峒）、绿水县（今越南北江省陆岸）。辖境相当今辖境相当今越南谅山省及北江省部分地。唐肃宗乾元元年（758年）复改为汤州。